# Чорний Ключ (Іглінський район)
Чорний Ключ (рос. Чёрный Ключ, башк. Чёрный Ключ) — присілок у складі Іглінського району Башкортостану, Росія. Входить до складу Красновосходської сільської ради.
Населення — 14 осіб (2010; 36 в 2002).
Національний склад:
- марійці — 100 %